# رودولفو گوچی
رودولفو گوچی (ایتالیایی: Rodolfo Gucci؛ ‏ ۱۶ ژوئیهٔ ۱۹۱۲ – ۱۵ مهٔ ۱۹۸۳) با نامِ مستعارِ هنریِ مائوریتسیو دآنکورا (ایتالیایی: Maurizio D'Ancora) بازیگر و کارآفرین اهل ایتالیا بود. وی یکی از اعضای خانوادهٔ گوچی بود. پدرش گوچیو گوچی کارآفرین و طراح مد ایتالیایی و پسرش مائوریتسیو گوچی تاجر ایتالیایی و رئیس سابق خانه مد گوچی بود.
از فیلم‌هایی که وی در آن نقش داشته‌است، می‌توان به دون پاسکواله، کاستا دیوا و بانوی پیر اشاره کرد.